# Robsonius thompsoni
La ratina de Sierra Madre (Robsonius thompsoni) es una especie de ave paseriforme de la familia Locustellidae endémica del noreste de la isla de Luzón, en Filipinas.  

## Taxonomía
La especie fue descubierta en la isla de Luzón por un equipo de investigación de la Universidad de Kansas. Fue nombrada en honor de Max Thompson, un profesor retirado del Southwestern College e investigador asociado del Instituto de Biodiversidad de la Universidad de Kansas. Su aspecto es muy similar al de las otras dos ratinas del género, por lo que al principio no fue reconocida como una especie separada. Las tres especies son de la misma talla, forma y coloración de los juveniles, pero se diferencian en la coloración del plumaje de los adultos. Como son tan similares se pensó que pertenecían a la misma especie hasta que los estudios de ADN indicaron que lo que parecía una sola especie, en realidad eran tres.

## Distribución
La ratina de Sierra Madre se encuentra únicamente en el noreste de la isla de Luzón, distribuido por la Sierra Madre. Su hábitat natural son los bosques húmedos tropicales de montaña.

## Comportamiento
Habitan en el sotobosque de los bosques tropicales donde se alimentan de insectos. Son pájaros de rechoncos de hábitos terrestres, por lo que tienen patas fuertes y largas y alas débiles, por lo que casi no pueden volar. Su canto es extremadamente agudo y difícil de localizar en el bosque, ya que suena lejano aunque no sea así.